# إعصار بيريل
كان إعصار بيريل  إعصارًا استوائيًا مميتًا ومدمرًا أثر على أجزاء من منطقة البحر الكاريبي وشبه جزيرة يوكاتان وساحل الخليج في الولايات المتحدة في أواخر يونيو وأوائل يوليو 2024. كان أقوى إعصار من الفئة الخامسة يتشكل على الإطلاق، وثاني عاصفة من هذا النوع في شهر يوليو، والأخرى هي إعصار إميلي عام 2005. كان بيريل أيضًا أقوى إعصار يتطور داخل منطقة التطور الرئيسية (MDR) في المحيط الأطلسي قبل شهر يوليو. حطم بيريل العديد من الأرقام القياسية للأرصاد الجوية لشهري يونيو ويوليو، وخاصةً في التكوين والشدة.
تطور إعصار بيريل من موجة استوائية غادرت ساحل إفريقيا في 25 يونيو. بعد تشكله في 28 يونيو، بدأ في التكثيف السريع أثناء تحركه غربًا عبر وسط المحيط الأطلسي الاستوائي. في 1 يوليو وصل إلى جزيرة كارياكو، غرينادا، كإعصار من الفئة الرابعة العالية، مما تسبب في دمار شامل. تكثف الإعصار أكثر عندما دخل بحر الكاريبي، وبلغ ذروته كإعصار من الفئة الخامسة في وقت مبكر من صباح اليوم التالي، قبل أن يضعف ببطء على مدار الأيام القليلة التالية. تكثف مرة أخرى لفترة وجيزة إلى إعصار من الفئة الثالثة،  قبل أن يضعف مرة أخرى عندما وصل إلى الشاطئ في تولوم، كوينتانا رو، كإعصار من الفئة الثانية العالية في 5 يوليو. بعد أن ضعف إلى عاصفة استوائية فوق شبه جزيرة يوكاتان، انتقل النظام إلى خليج المكسيك، حيث أعاد تنظيم نفسه تدريجياً إلى إعصار من الفئة الأولى في 8 يوليو، قبل أن يصل إلى اليابسة النهائية بالقرب من ماتاجوردا، تكساس. ضعف بيريل ببطء فوق اليابسة مع تسارعه إلى الشمال الشرقي، وأصبح في النهاية خارج المدار فوق ولاية أركنساس في 9 يوليو وتبدد فوق أونتاريو في 11 يوليو.
كان الضرر والخسائر الناجمة عن الإعصار واسع النطاق. تسبب إعصار بيريل في أضرار كارثية على الجزر الشمالية لغرينادا، كارياكو وبيتي مارتينيك، وعلى العديد من الجزر الجنوبية لسانت فنسنت وجرينادين، مثل جزيرة يونيون وكانوان. في فنزويلا، لقي ستة أشخاص مصرعهم وفقد شخص واحد نتيجة للعاصفة. كما تم تسجيل أضرار مستمرة في يوكاتان، على الرغم من أنها كانت محدودة بشكل عام على الأشجار وأعمدة الكهرباء والأسطح، بالإضافة إلى بعض الفيضانات. في الولايات المتحدة، شهدت ولاية تكساس فيضانات وأضرارًا ناجمة عن الرياح، مما أسفر عن مقتل 42 شخصًا في منطقة هيوستن. بالإضافة إلى ذلك، أنتجت الحواف الخارجية للإعصار انفجارًا هائلاً للأعاصير، مع تأكيد حدوث أعاصير في تكساس ولويزيانا وأركنساس ومسيسيبي وإنديانا وكنتاكي ونيويورك وأونتاريو. اعتبارًا من 27 أغسطس، تم تأكيد وفاة 71 شخصًا إجمالًا، وتبلغ تقديرات الأضرار الأولية أكثر من 7.74 مليار دولار أمريكي. 

## التاريخ الجوي

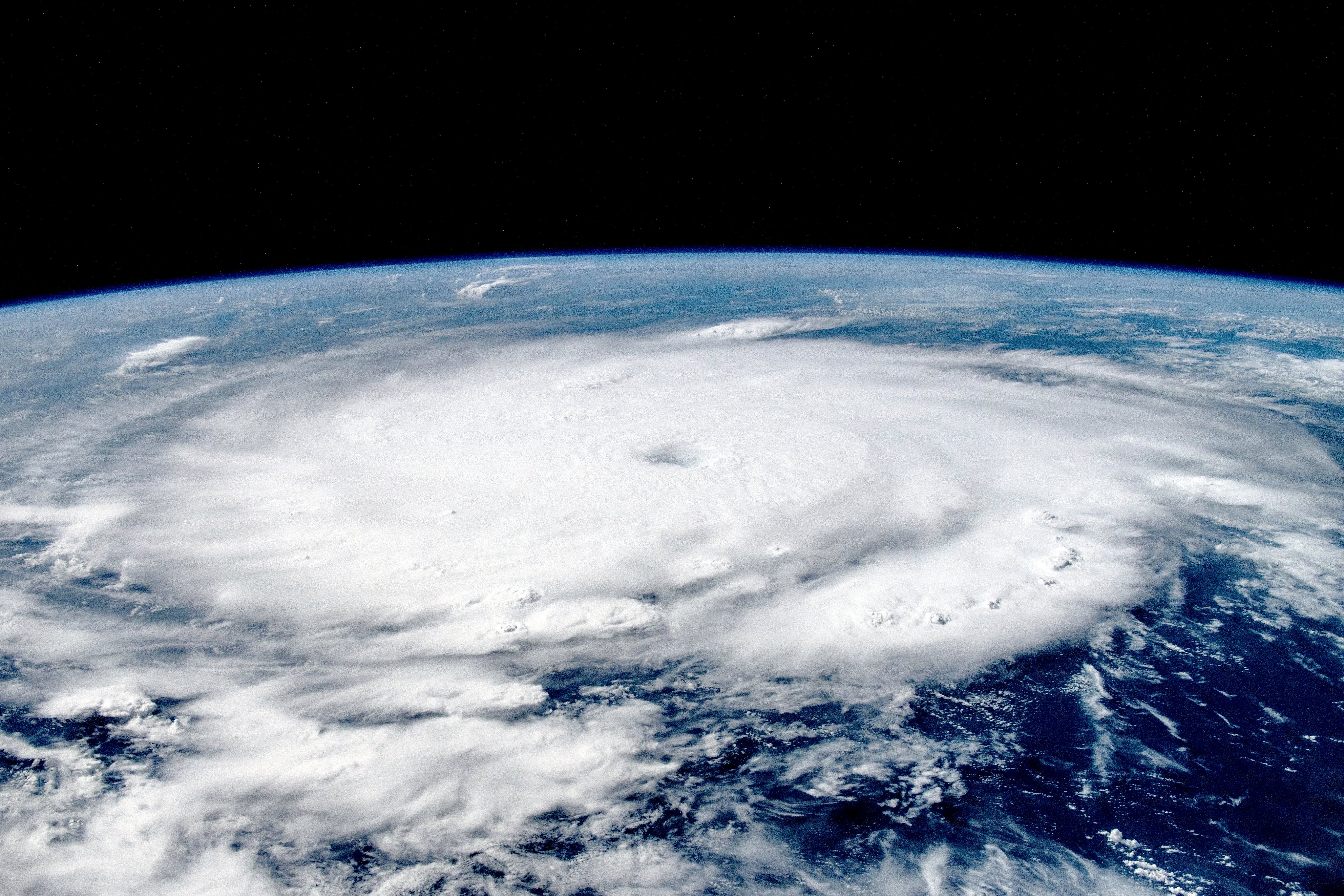
إعصار بيريل كما شُوهد من محطة الفضاء الدولية في 1 يوليو

بدأ المركز الوطني للأعاصير (NHC) بمراقبة موجة استوائية ناشئة قبالة ساحل غرب أفريقيا بتاريخ يونيو 25، والتي كانت تنتج زخات مطرية متفرقة جنوب الرأس الأخضر.  كانت الظروف البيئية آنذاك توصف بأنها "مواتية بشكل غير عادي" لتكون الأعاصير المدارية عبر وسط وغرب المحيط الأطلسي خلال أواخر شهر يونيو، وذلك بفضل درجات حرارة سطح البحر القياسية التي بلغت حوالي 82 درجة فهرنهايت (28 مئوية)، وضعف ريح القص إلى سرعة تتراوح بين 6-12 ميلا في الساعة (9-19 كم/ساعة)، بالإضافة إلى الرطوبة النسبية العالية نسبيًا بمعدل يقارب 70%. وقد تطور الاضطراب أكثر فأكثر في اليوم التالي، مصحوبًا بنشاط عاصفي رعدي مستمر. وأصبح مركز الدوران واضح التعريف بما فيه الكفاية بالنسبة للمركز الوطني للأرصاد الجوية لتعيينه كعاصفة مدارية رقم اثنين في تمام الساعة 21:00 بالتوقيت العالمي المنسق بتاريخ 28 يونيو، وكان يقع حينها على بُعد 1,970 كيلومتر (1,225 ميل) شرق-جنوب شرقي بربادوس. 
مُحاطًا بمنطقة ضغط جوي مرتفع شبه استوائي قوي، تحرك المنخفض عمومًا غربًا عبر منطقة ذات قصّ رياح منخفض، ودرجات حرارة سطح البحر الدافئة، والكثير من الرطوبة الجوية. نتيجة لذلك بدأ فترة من التكثيف السريع. تعزز المنخفض إلى العاصفة المدارية بيريل بعد ست ساعات من التكوين، وسرعان ما نظمت العواصف الرعدية في غطاء كثيف مركزي، مع نمط سحابي متماثل محاط بأشرطة المطر. استمر تكثيفه السريع وأصبح بيريل إعصارًا في 29 يونيو عندما تطور اللب الداخلي للعواصف الرعدية إلى عين. أشارت ملاحظات صائدو الأعاصير إلى أن بيريل أصبحت إعصارًا كبيرًا في 30 يونيو.  بلغت ذروة الكثافة الأولية لبيريل عندما أصبحت إعصارًا من الفئة الرابعة، حيث بلغت شدة قصوى أولية مع رياح مستدامة بلغت 130 ميلًا في الساعة (215 كم / ساعة). ثم خضع بيريل لدورة استبدال جدار العين، وضعفت قليلاً في بداية 1 يوليو. 
انتعش الإعصار وتقوى بسرعة، وفي الساعة 15:10 بالتوقيت العالمي المنسق في نفس اليوم، ضرب كارياكو، غرينادا بإعصار من الفئة الرابعة العالية، مع رياح مستدامة بلغت 150 ميل/س (240 كم/س).  حدث المزيد من التكثيف عندما دخلت بيريل البحر الكاريبي، مع تبريد الحمل الحراري العميق حول العين الواضحة، وأصبحت بيريل إعصارًا من الفئة الخامسة في وقت مبكر من 2 يوليو.  بلغ الإعصار ذروته في وقت لاحق من ذلك الصباح برياح مستدامة بلغت 165 ميل/س (270 كم/س) وضغط جوي مركزي بلغ 934 ميلي بار (27.58 بوصة زئبق). أدى زيادة القص الرياح بسبب أخدود استوائي علوي تروبوسفيري في النهاية إلى تراجع قوة بيريل ببطء إلى عاصفة من الفئة الرابعة أثناء مرورها جنوب جمهورية الدومينيكان. 
تحركت العاصفة بيريل نحو الشمال الغربي بتأثير كبير من المرتفعات الجوية التي تقع شمالاً منها. وفي الثالث من يوليو، اقتربت عين الإعصار بالقرب من ساحل جامايكا الجنوبي. ورغم الظروف غير المواتية استطاعت المحافظة على استقرارها نسبياً كعاصفة من الدرجة الرابعة.  ولكن ضعفها بدأ يظهر تدريجياً عندما تراجعت قوتها لتصبح أقل من مستوى إعصار شديد في الرابع من يوليو،  رغم أنها عادت للحظات لتحقيق قوة عاصفة درجة ثالثة في نفس المساء قبل أن تتراجع مجدداً نتيجة لارتفاع ضغط الجو بسرعة كبيرة.  في تمام الحادية عشر وخمس دقائق حسب التوقيت العالمي المنسق، وصلت العاصفة إلى منطقة شمال شرق تولوم بقوة رياح مستمرة بلغت 110 ميل/س (175 كم/س).  وبمجرد دخولها اليابسة، بدأت بيريل تفقد قوتها سريعاً بسبب التفاعل الأرضي وتدهورت لتتحول إلى عاصفة استوائية. انتقلت العاصفة إلى خليج المكسيك في الصباح التالي، واتجهت غرباً - شمال غربي بسرعة تصل إلى 13 ميل/س (20 كم/س) بفعل مرتفعات جوية متوسط الارتفاع تُغطي الجنوب الشرقي للولايات المتحدة.  خلال الليل واليوم التالي تأثرت بيريل بتدفق هواء جاف ورياح قص معتدلة منعها من تعزيز العاصفة بشكل ملحوظ. 
أظهرت بنية العاصفة الحملية علامات تحسن طفيفة وثبات بحلول مساء السادس من يوليو. وتوجهت العاصفة صوب الشمال والشمال الغربي في 7 يوليو، وانخفضت سرعتها لتصل إلى 10 ميل/س (17 كم/س).  وبحلول الساعة 04:00 بالتوقيت العالمي المنسق في الثامن من يوليو، تعززت العاصفة مرة أخرى لإعصار، وذلك حين اقتربت عينها البالغ عرضها 32 ميل  (52 كـم) من سواحل ولاية تكساس. 
وأخيرا هبطت للمرة الثالثة والأخيرة في التاسعة صباحا بالتوقيت العالمي المنسق بالقرب من ماجادورغا بولاية تكساس، وكانت سرعة الرياح المستدامة تصل إلى 80 ميلا في الساعة (130 كيلومترا في الساعة). بعد ثمان ساعات خُفض تصنيفها إلى مستوى عاصفة استوائية، بينما كان مركزهها يبعد قرابة 45 ميل (70 كـم) شمال غرب هيوستن بتكساس.  واصلت بيريل فقدان قوتها بعد ظهر ذلك اليوم وهي تتجه بسرعة في الاتجاه الشمالي الشرقي بسرعة 16 ميل/س (26 كم/س).  وفي وقت متأخر من اليوم ذاته تراجعت العاصفة إلى منخفض استوائي في محيط منطقة تايلر بتكساس.  ثم تحرك المنخفض بسرعة إلى الشمال الشرقي بين عشية وضحاها، وتحول إلى إعصار خارج استوائي في الصباح الباكر من التاسع من يوليو، على بعد حوالي 160 ميل (260 كـم) جنوب غرب بادوكا بكنتاكي.  وبحلول اليوم التالي، كانت بقايا العاصفة تعبر مضيق ميتشيغان السفلي، متجهة نحو شمال شرق أونتاريو قبل أن تختفي تماما في 11 يوليو. 

## الإستعدادات

### جزر الأنتيل الصغرى
في تاريخ 29 يونيو، وضعت كل من جزر بربادوس وغرينادا وسانت فنسنت وجزر غرينادين وسانت لوسيا ضمن تحذير الأعاصير. كما شملت تحذيرات الأعاصير كلا من ترينيداد ومارتينيك وتوباغو في الثلاثين من الشهر ذاته، مصحوبة بتحذير برتقالي اللون للدلالة على الخطر المتوسط. أما بالنسبة لترينيداد فقد أعلنت حالة التحذير من الأعاصير الاستوائية، فيما وضعت دومينيكا تحت المراقبة تحسبا للأعاصير الاستوائية. ونتيجة للظروف الجوية القاسية المتوقعة،  أجلت طيران الكاريبي عدد من رحلاتها بين بربادوس وجرينادا وسانت فينست والجزر التابعة لغرينادينز وترينيتي توباغو في 30 يونيو. وكذلك ألغت شركتا فيرجن أتلانتيك والخطوط الجوية البريطانية بعض الرحلات المتوجهة إلى المنطقة المحيطة بالجزر المذكورة أعلاه مع اقتراب موعد وصول العاصفة. 
أعلنت الحكومة حالة الطوارئ في توباغو.  وعُدلت برامج وجداول الرحلات البحرية والعبارات في الثلاثين من يونيو في كلا الجزيرتين، ترينيداد وتوباغو. وأُلغيت رحلات العبارات المتجهة نحو توباغو في الأول من يوليو.  تلا ذلك إغلاق المؤسسات التعليمية عبر أرجاء البلاد في اليوم ذاته.  وفي صبيحة ذاك اليوم، كان نحو 142 شخصًا موزعين في 14 مأوى في مختلف مناطق الجزيرة.  أغلقت جميع الشركات في باربادوس أبوابها قبل مساء الأول من يوليو، وكذلك أُغلقت إمدادات الماء بشكل كامل. 
لم يستطع فريق منتخب الهند للكريكت العودة إلى وطنه من باربادوس بعد فوزهم ببطولة كأس العالم العشرين للرجال التابعة للمجلس الدولي للكريكيت،  بالإضافة إلى ذلك بقي عشرات المشجعين أيضًا في الجزيرة.  وعندما مرت العاصفة من الجزيرة لجأ أكثر من 400 فرد للإقامة في المأوى الموزعة عبر أرجاء البلاد. 
فرضت الحكومة حظر تجوال في 30 يونيو وأعلنت حالة طوارئ تستمر لأسبوع واحد بموجب قرار صادر عن الحاكم العام للبلادسيسيل لاغروناد.  وأُلغي الاجتماع السنوي للجماعة الكاريبية الذي كان مقرر إقامته خلال الفترة 3-5 يوليو. وفي 29 يونيو أصدر رئيس وزراء سان لويسي "فيليب جي بيار" مرسومًا يقضي بفرض الإغلاق الكامل في البلاد.  بالمثل شهدت دولة سانت فينسنت والغرينادين المجاورة حظر تجوال وإغلاق حكومي تام.  ونتيجة للعاصفة لجأ نحو 1752 إلى مراكز الإيواء في سانت فنسنت والغرينادين، بينما توجه نحو 1600 لنفس الغرض في جزيرة غرينادا نفسها. 

### جزر الأنتيل الكبرى
في الثاني من شهر يوليو، أصدرت السلطات المختصة تحذيرًا من اقتراب عاصفة استوائية من الساحل الكاريبي لكل من جمهورية الدومينيكان وهايتي.  وفي اليوم التالي الثالث من يوليو، رُفع مستوى التحذير إلى حالة تأهب من إعصار في جنوب غرب هايتي، مما دفع السلطات إلى رفع مستوى التأهب إلى اللون البرتقالي. بالتزامن مع ذلك، تم تفعيل تحذير من غطاء سحابي كامل يغطي سماء جمهورية الدومينيكان. واستجابةً لهذه التطورات المناخية الخطيرة، لجأ ما لا يقل عن 89 شخصًا إلى الملاجئ في جنوب غرب البلاد، سعياً إلى الحماية من العواصف القادمة. 
عقدت لجنة تنسيق مخاطر الكوارث في جامايكا اجتماعًا استثنائيًا في الأول من يوليو استعدادًا للتعامل مع إعصارٍ قادم.  وفي اليوم التالي، الثاني من يوليو، أُصدر تحذير رسميّ من إعصار يهدد الجزيرة، مما دفع السلطات إلى اتخاذ إجراءات استثنائية.  فأعلنت حالة الطوارئ في جميع أنحاء البلاد. كما أصدرت أمر إخلاء عام للمناطق المعرضة للفيضانات والانهيارات الأرضية، حفاظًا على أرواح السكان. 
وفي ظل هذه الظروف أُغلق مطار نورمان مانلي الدولي مؤقتًا، وتبعه مطار سانجستر الدولي.  وفرضت الحكومة حظر تجول صارم في 3 يوليو في جميع أنحاء البلاد.  واضطرّ أكثر من ألف شخص إلى اللجوء إلى الملاجئ الحكومية، حيث وفرت لهم السلطات المأوى والطعام والرعاية الطبية اللازمة.  كما تأثرت الفعاليات العامة بهذه الأزمة الطبيعية، حيث تمّ تأجيل حفل تتويج ملكة جمال الكون في جامايكا، الذي كان مقررًا في السادس من يوليو، إلى وقتٍ لاحق. 
وضعت جزر كايمان تحت تحذير من إعصار في الثاني من يوليو، مما استدعى اتخاذ إجراءات استثنائية لحماية السكان والممتلكات. وفي اليوم التالي، أُغلِق مطارا أوين روبرتس وتشارلز كيركونيل الدوليين مؤقتًا لتفادي أي مخاطر جوية قد تنتج عن العاصفة القادمة. ولم تقتصر التدابير الاستثنائية على إغلاق المطارات، بل امتدت إلى عمليات إجلاء واسعة النطاق. فقد تم إجلاء ما يقرب من 4000 شخص من الجزر، حيث تم نقلهم إلى مناطق آمنة بعيدًا عن مسار العاصفة. كما تم إجلاء عدة مئات من الأشخاص إلى الملاجئ الحكومية، التي تم تجهيزها لتوفير المأوى والرعاية اللازمة للمتضررين. وفي مواجهة هذه الأزمة الطبيعية، تم نشر فوج جزر كايمان وساحل حرس جزر كايمان بالكامل لتنفيذ عمليات الإغاثة الإنسانية وإغاثة الكوارث. وقد عملت هذه القوات الجهود الحثيثة لتقديم المساعدة العاجلة للمتضررين، وتوفير الإمدادات الغذائية والطبية، وإعادة تأهيل المناطق المتضررة.  وقد اضطرت شركات الرحلات البحرية النرويجية وكارنيفال وديزني إلى تعديل مسارات رحلاتها البحرية لتجنب المنطقة المتأثرة بالإعصار. كما عدلت شركات الطيران المختلفة جداول رحلاتها الجوية في المنطقة بسبب العاصفة ومنها الخطوط الجوية الكيمانية، والخطوط الجوية الأمريكية، وساوثويست، ودلتا، والخطوط الجوية المتحدة، وطيران كندا. 

### المكسيك وبليز
وفي الأول من يوليو، رفعت ولاية كينتانا رو مستوى التأهب إلى اللون الأزرق استعدادًا لوصول العاصفة،  وهو ما تم ترقيته إلى حالة التأهب القصوى باللون الأحمر بعد ثلاثة أيام.  استجابةً لهذا التهديد الوشيك، قامت حكومة ولاية يوكاتان بتفعيل 2000 ملجأ،  بينما فتحت وزارة الدفاع المكسيكية 120 ملجأ في ولاية كينتانا رو. وتزامنًا مع هذه الإجراءات الوقائية، تم إغلاق جميع المدارس والمدارس في جميع أنحاء الولاية،  بالإضافة إلى إغلاق الشواطئ العامة.  وتم تعبئة أكثر من 25,600 جندي اتحادي وعامل من شركة الكهرباء الوطنية في جميع أنحاء المنطقة لضمان الاستجابة السريعة لأي طارئ.  كما قام المسؤولون بإعداد 9000 جالون أمريكي (34000 لتر) من مياه الشرب لتوزيعها على السكان المتضررين.  وفي محاولة لحماية الحياة البرية، نقلت السلطات بيض السلاحف البحرية من الشواطئ حول كانكون إلى مناطق آمنة، وذلك لتجنب خطر ارتفاع منسوب المياه.  وبينما كانت العاصفة تتحرك عبر المنطقة، لجأ حوالي 2200 شخص إلى الملاجئ الحكومية، حيث تم توفير لهم المأوى والطعام والرعاية الطبية اللازمة. 
في الثالث من يوليو، أصدرت السلطات المختصة مجموعة من التحذيرات للساحل الشرقي لشبه جزيرة يوكاتان: تحذير من إعصار للساحل من بويرتو كوستا مايا في كينتانا رو إلى كانكون، وتحذير من عاصفة استوائية جنوب بويرتو كوستا مايا إلى شيتومال، وشمال كانكون إلى كابو كاتوشه، وتحذير من عاصفة استوائية غرب كابو كاتوشه إلى كامبيتشي في ولاية كامبيتشي.  وأصدرت السلطات في بليز تحذيرًا من اقتراب العاصفة الاستوائية من الساحل الكاريبي يمتد من مدينة بليز إلى كوروزال تاون، بما في ذلك جزيرتي أمبرغريس كاي وكاي كولكر. ونُصح السكان في الجزء الشمالي من بليز بالاستعداد للفيضانات.  وفي الرابع من يوليو، تم رفع مستوى التحذير إلى حالة تأهب قصوى. 
نتيجة لهذه التحذيرات، اضطرت العديد من شركات الطيران إلى اتخاذ إجراءات استثنائية، حيث ألغت أكثر من 300 رحلة جوية إلى مطار كانكون الدولي ومطار تولوم الدولي، مما أدى إلى تعطل خطط السفر للعديد من السياح والمقيمين. كما أوقف مطار تولوم جميع العمليات مؤقتًا، وذلك لتجنب أي مخاطر جوية قد تنتج عن العاصفة القادمة.  ولم تتوقف التدابير الاستثنائية عند قطاع الطيران فقط، بل امتدت إلى قطاع النقل العام. حيث أوقفت شركة "ترين مايا" عملياتها مؤقتًا حتى تهدأ العاصفة.  ومع تحرك العاصفة عبر غرب خليج المكسيك، تم إصدار تحذير من إعصار في الخامس من يوليو لساحل ولاية تاماوليباس، من "بارا إل ميسكيتال" إلى مصب نهر ريو غراندي. مما دفع السلطات المحلية إلى رفع مستوى التأهب والاستعداد لمواجهة أي تهديدات محتملة. 

### الولايات المتحدة

هبوط بيريل على اليابسة بالقرب من ماتاجوردا، تكساس في 8 يوليو

في تكساس أُعلنت حالة الكوارث بسبب سوء الأحوال الجوية في 121 مقاطعة مع اقتراب العاصفة بيريل. وفي الخامس من يوليو، شمل الإعلان التحذير من إعصار ومن ارتفاع موج البحر امتد من مصب نهر ريو غراندي شمالًا إلى سارجنت.  وفي السادس من يوليو، تم وضع الساحل بين كوربوس كريستي وسارجنت تحت تحذير من إعصار، بينما وضعت المناطق المجاورة، بما في ذلك منطقة هيوستن الكبرى، والمقاطعات الواقعة شمال الحدود الأمريكية المكسيكية، تحت تحذير من عاصفة استوائية. كما تم إصدار تحذير من ارتفاع موج البحر من جزيرة بادري إلى سان لويس باس، بما في ذلك خليج كوربوس كريستي وخليج ماتاجوردا.
أصدرت السلطات في العديد من المقاطعات الساحلية أوامر إجلاء طوعي للسكان في المناطق المنخفضة وغير المحمية. وأصدرت القاضية جيلبا بوينتر في مقاطعة ريفوجيو أمر إجلاء إلزامي، مشيرةً إلى أنها "لا تريد المخاطرة بأي شيء" بعد آثار إعصار هارفي على المقاطعة في عام 2017. وفي الرابع من يوليو، بدأت شركتا شل وشيفرون بنقل الموظفين غير الأساسيين من منصات النفط الواقعة قبالة ساحل تكساس، وإعدادهم للتعامل مع العاصفة.  وفي السابع من يوليو نشرت الوكالة الفيدرالية لإدارة الطوارئ الأفراد والسلع والمؤن على الأرض في تكساس لدعم جهود الاستجابة للإعصار التي تقودها الولاية. 
في السادس من يوليو، تم إيقاف أو تأجيل جميع الرحلات الجوية من وإلى مطاري ويليام بي هوبي وجورج بوش الدولي في هيوستن، مما أدى إلى إلغاء 1433 رحلة جوية في المجموع. كما ألغت شركة أمتراك رحلة القطار المتجهة شرقًا في السابع من يوليو والرحلة المتجهة غربًا في الثامن من يوليو من قطار سانست ليميتد بين نيو أورلينز، لويزيانا، وسان أنطونيو، تكساس.  وأوقفت شركتا سكك حديد يونيون باسيفيك وبي إن إس إف العمليات في منطقة هيوستن في السابع من يوليو، بينما فعلت شركة كنيدين باسيفك كانسس سيتي ذلك في اليوم التالي، مع هبوط العاصفة بيريل على اليابسة.  بالإضافة إلى ذلك أُلغيت الرحلة المتجهة شمالًا من قطار تكساس إيجل الذي كان من المُقرر أن يغادر لونغفيو في الثامن من يوليو متجهًا إلى سانت لويس في ميسوري،  وتم تقصير مسار القطار المتجه جنوبًا أيضًا في سانت لويس. 

## التأثير
| البلد/الإقليم           | الوفيات | الأضرار (دولار أمريكي) | المصدر                                  |
| ----------------------- | ------- | ---------------------- | --------------------------------------- |
| باربادوس                | 0       | غير معروف              |                                         |
| جزر كايمان              | 0       | غير معروف              |                                         |
| كندا                    | 01      | غير معروف              | [ 106 ]                                 |
| جمهورية الدومينيكان     | 0       | غير معروف              |                                         |
| غرينادا                 | 06      | 430 مليون دولار        | [ 107 ] [ 108 ]                         |
| هايتي                   | 0       | غير معروف              |                                         |
| جامايكا                 | 04      | 41.6 مليون دولار       | [ 109 ] [ 110 ] [ 111 ]                 |
| مارتينيك                | 0       | غير معروف              |                                         |
| المكسيك                 | 0       | 90 مليون دولار         | [ 112 ]                                 |
| سانت لوسيا              | 0       | 2 مليون دولار          | [ 113 ]                                 |
| سانت فينسنت والغرينادين | 08      | 300 مليون دولار        | [ 114 ] [ 115 ]                         |
| ترينيداد وتوباغو        | 0       | غير معروف              |                                         |
| الولايات المتحدة        | 46      | >$6 مليار              | [ 109 ] [ 116 ] [ 117 ] [ 118 ] [ 119 ] |
| فنزويلا                 | 06      | غير معروف              | [ 109 ]                                 |
| المجموع                 | 71      | >$6.86 مليار           | [ 120 ]                                 |
| 1.                      |         |                        |                                         |

### جزر الأنتيل الصغرى
تحرك إعصار بيريل عبر جزر الأنتيل الصغرى كإعصار قوي من الفئة الرابعة، مسبباً دماراً للمباني، واقتلاع الأشجار، وتسبب في انقطاع شبه كامل للتيار الكهربائي والاتصالات في معظم سلسلة الجزر. وكانت أكثر المناطق تضرراً هما سانت فينسنت وغرينادين، وغرينادا. وأفاد مكتب الأمم المتحدة لتنسيق الشؤون الإنسانية أن ما يقدر بنحو 200 ألف شخص في الدولتين معاً تأثروا بالإعصار، أي ما يعادل 100% من السكان. كما تأثرت بربادوس بشدة، حيث أفادت جمعية الصليب الأحمر أن 208,200 شخص، أي حوالي 74% من السكان، تأثروا بالإعصار. ومن المتوقع أن تتجاوز الخسائر التأمينية في جميع أنحاء المنطقة بسبب الإعصار مليار دولار أمريكي، وفقًا لتوقعات الكوارث التي أعدتها شركة "كور لوجك".

#### سانت فينسنت وغرينادين
تم تأكيد ثماني وفيات في سانت فينسنت وغرينادين،  حيث قُتل ثلاثة أشخاص على الأقل بسبب الشظايا الطائرة، وسُحق رجل عندما انهار جزء من منزله، ونزف رجل آخر حتى الموت بعد أن أصيب بقطع في يده.  كما فُقدت العبارة "MV Guidance II" التي يبلغ طولها 150 قدم (46 متر) وعلى متنها خمسة أفراد، منذ الأول من يوليو، عندما مر إعصار بيريل بالمنطقة.  تكبدت جزر كانوان ومايريو ويونيون أكبر قدر من الضرر، حيث تضررت أو دمرت أكثر من 90% من المنازل. كما تعرض منتجع بالم آيلاند في جزيرة بالم القريبة لأضرار جسيمة. كما لحقت أضرار كبيرة بجزيرتي بيكي وبيتي سانت فنسنت. 

#### غرينادا
تعرضت جزيرة كارياكو في غرينادا لدمار كامل للغطاء النباتي وتضررت مرافئها البحرية، تسبب الإعصار بأضرار كبيرة للمنازل والمباني وعرقل بشدة شبكة الكهرباء في جزيرة بيتيت مارتينيك المجاورة.  كما أنقطعت الاتصالات والكهرباء وبقي قرابة 95% من سكان جزيرة غرينادا بلا كهرباء.  بالإضافة إلى ذلك، دُمرت خزانات تخزين المياه المنزلية والصهاريج في جميع أنحاء الجزيرة بدرجات متفاوته، كما تعرضت البنية التحتية العامة للمياه لأضرار كبيرة.  وبلغ عدد الوفيات ستة أشخاص،  من بينهم: شخص واحد توفي في سانت جورجز عندما سقطت شجرة على منزله، بينما قُتل شخصان في كارياكو. 
قُدرت الخسائر الأولية في غرينادا بنحو 430 مليون دولار أمريكي. 

#### فنزويلا والجزر الأخرى
أطلقت الأطراف الخارجية لإعصار بيريل رياحًا قوية وأمطارًا غزيرة على شمال شرق فنزويلا، مؤدية لتعطيل الخدمات الجوية والبحرية.  وفي ولاية سوكري قُتل ستة أشخاص،  بينما تضرر أكثر من 6000 منزل.  وغمرت الفيضانات مدينة كوماناكوا بسبب الأمطار التي أطلقها الإعصار،  فرّت مئات العائلات من منازلها بسبب الفيضانات والانهيارات الأرضية.  وأصيب العديد من المسؤولين من بينهم نائبة الرئيس دلسي رودريغيز بجروح جراء سقوط شجرة أثناء جولتها لتفقد الأضرار في كومانا كوا. 
في بربادوس، غمرت المياه المتساقطة من الإعصار العديد من الشركات والمنازل والطرق،  كما تضررت الأسطح والأشجار وأعمدة الكهرباء. وكان التأثير الأكثر خطورة على طول الساحل، الذي ضربته عاصفة مد شديدة. وتعرض حوالي 90% من أسطول الصيد الوطني لأضرار أو دمار.  كما تعرض ميناء كرايستشيرش السياحي للأضرار. 
في توباغو وترينيداد، حدثت انقطاعات للتيار الكهربائي في جميع أنحاء توباغو، وتعطلت خدمة المياه.  وفي ترينيداد حدثت انقطاعات للتيار الكهربائي بشكل رئيسي في الأجزاء الشمالية والشرقية من الجزيرة. كما حدثت الفيضانات في النصف الشمالي من ترينيداد.  وفي مارتينيك أفادت شركة كهرباء فرنسا أن 10,000 عميل فقدوا التيار الكهربائي،  ووصلت الفيضانات في وسط مدينة فور دو فرانس إلى عمق الركبة. أما في سانت لوسيا فقد تساقطت الأشجار وقُطعت خطوط الكهرباء، وتضررت العديد من المنازل المصنوعة من مواد ضعيفة ونفقت العديد من الأبقار.  بلغت التقديرات الأولية لأضرار البنية التحتية والزراعة في سانت لوسيا قرابة مليوني دولار. 

### جزر الأنتيل الكبرى
أدى الإعصار إلى هبوب رياح قوية وموجات بحرية عاتية في جمهورية الدومينيكان. وتسبب الإعصار في تشريد 89 شخصًا وقطع الخدمة عن 57 قنوات مائية. وتسببت الأمواج العالية في تشتت الحطام على جزء من طريق لاس أميريكاس السريع في سانتو دومينغو. وأُبلغ عن فيضانات ناجمة عن عاصفة مد في حي سيوداد نويفا، مما أدى إلى تحويل مسار حركة المرور. ودمر انهيار أرضي منزلاً في لا زورزا. وتضررت العديد من المتاجر الشاطئية في بوكا تشيكا بسبب الأمواج العاتية. ودمرت عاصفة المد أربعة مساكن في لا سييناغا، باراهونا، حيث تضررت ثلاثة منازل أخرى. وتسبب الإعصار في أضرار طفيفة في هايتي المجاورة. وغمرت المياه الطرق والأراضي الزراعية على طول الساحل الجنوبي. كما تأثرت قوارب الصيد والممتلكات الأخرى. 
مر الإعصار بالساحل الجنوبي لجامايكا في الثالث من يوليو، مصحوبًا برياح قوية وأمطار غزيرة، مما تسبب في أضرار كبيرة للمنازل والمحاصيل والبنية التحتية. قُتل أربعة أشخاص في الجزيرة. توفيت امرأة واحدة عندما ضربتها شجرة ساقطة، وقتل رجل آخر عندما جرفته مياه الفيضان، وتوفي رجل ثانٍ بعد يوم واحد من مرور بيريل بالجزيرة عندما انهار جدار عليه. كما تم انتشال جثة امرأة مسنة من بركة في السادس من يوليو. وأعلنت شركة الخدمات العامة في جامايكا أن أكثر من 400 ألف شخص فقدوا الكهرباء. مر مركز العاصفة على بعد حوالي 45 ميل (72 كـم) من كينغستون، حيث سُجلت رياح مستدامة بلغت سرعتها القصوى 48 ميل/س (77 كم/س)، مع هبوب رياح تصل سرعتها إلى 81 ميل/س (130 كم/س)؛ سُجلت هطول أمطار بلغت 10.60 بوصة (269 مـم) على الجانب الشمالي الشرقي من المدينة.  وتضرر جزء صغير من السقف فوق رصيف صعود الركاب في مطار نورمان مانلي الدولي في كينغستون. 
أفادت التقارير بحدوث فيضانات مفاجئة وانهيارات طينية في جميع أنحاء جزر كايمان مع مرور إعصار بيريل. ولم ترد تقارير عن أضرار جسيمة. مر مركز العاصفة على بعد 40 ميل (64 كـم) فقط جنوب جزيرة جراند كايمان. وتأثر ما يقرب من 6000 شخص في الجزيرة بانقطاع التيار الكهربائي. وبلغت سرعة الرياح المستدامة القصوى 44 ميل/س (71 كم/س) في مطار أوين روبرتس الدولي، مع هبوب رياح تصل سرعتها إلى 54 ميل/س (87 كم/س). 

### المكسيك
أدى الإعصار إلى هطول أمطار غزيرة ورياح قوية على كانكون ومنطقة منتجع ريفييرا مايا على طول ساحل البحر الكاريبي في كينتانا رو، مما أدى إلى سقوط الأشجار وخطوط الكهرباء، وتضرر العديد من الأسطح؛ كما حدثت فيضانات واسعة النطاق. وفقدت العديد من المناطق الكهرباء، بما في ذلك بلديات تولوم وكوزوميل وإسلاموس. ولم تتعرض البنية التحتية السياحية لأضرار كبيرة.  كما أدت الرياح العالية إلى سقوط الأشجار وانقطاع التيار الكهربائي في كامبيتشي، بما في ذلك بلدية هوبيلتشين. 
تقدّر شركة كارين كلارك آند كومباني خسائر الأضرار العاصفة في المكسيك بقرابة 90 مليون دولار. 

### الولايات المتحدة
تتراوح أضرار الرياح في الولايات المتحدة بين 2.5 مليار دولار و3.5 مليار دولار، وفقًا لتقدير شركة كورلوجيك.  وقد حدثت سلسلة من الأعاصير الهائلة نجمت عن إعصار بيريل في شرق تكساس وغرب لويزيانا وأركنساس في الثامن من يوليو. وأصدرت هيئة الأرصاد الجوية الوطنية في المجموع 113 تحذيرًا من الأعاصير في الثامن من يوليو، وهو أعلى رقم ليوم واحد في شهر يوليو، متجاوزًا الرقم القياسي السابق البالغ 67 تحذيرًا في السادس من يوليو 2005، والذي كان مرتبطًا بإعصار سيندي. واستمر اندلاع الأعاصير حتى التاسع من يوليو مع تأكيد المزيد من الأعاصير، قبل أن يؤثر على المناطق الداخلية من شمال شرق الولايات المتحدة وأونتاريو في العاشر من يوليو.  وفي المجموع تم تأكيد 68 إعصارًا. 
أصدر الرئيس الأمريكي جو بايدن إعلانًا بالكوارث الفيدرالية في الثاني من يوليو، لأجزاء من تكساس ضربتها العاصفة. وأعلن حاكم لويزيانا جيف لاندري حالة الطوارئ في المناطق المتضررة هناك. 
ونتيجة لتأثير العاصفة في تكساس، ألغت شركة أمترَك رحلات الخط المحدود في العاشر من يوليو بالكامل في كلا الاتجاهين،  وأدارت القطار فقط من سان أنطونيو، تكساس، إلى لوس أنجلوس، كاليفورنيا والعكس حتى رحلة السابع عشر من يوليو باتجاه الغرب. 

#### تكساس
هبط إعصار بيريل بالقرب من ماتاجوردا، حيث أثرت الجهة الشرقية لجدار العين على مقاطعة برازوريا. وأنتج رياحًا عاتية تزيد سرعتها عن 60–70 ميل/س (97–113 كم/س)، مع هبوب رياح عاتية بلغت سرعتها القصوى 97 ميل/س (156 كم/س) في برازوريا. وقعت تأثيرات كبيرة من بيريل في سيرفسايد بيتش، حيث تمزق السطح الخارجي بالكامل من الطابق الثاني لمنزل. ودمرت معظم المنازل ذات الإطار على شكل حرف A على طول الشاطئ نتيجة لرياح بيريل. كما تعرضت العديد من الهياكل الأخرى لأضرار جسيمة داخل المدينة. وفي لايك جاكسون، قشرت رياح بيريل الأسطح وأسقطت المداخن ودمرت واجهات الطوب الخارجية. 
مع تحرك بيريل نحو تكساس، تأثرت هيوستن بشكل مباشر بجدار عين الإعصار. فقد أكثر من 2.7 مليون شخص الكهرباء.  وتجاوز هطول الأمطار 8 بوصة (200 مـم) في هيوستن وحولها، مع ذروة هطول الأمطار في الولاية غرب جنوب غرب المدينة عند 13.55 بوصة (344 مـم).
أكدت السلطات وجود 16 إعصارًا في الولاية؛ كما انتقل إعصار آخر من لويزيانا إلى تكساس. تسبب إعصار من الفئة "EF1" في أضرار كبيرة جنوب غرب جامايكا بيتش،  بينما تسبب إعصار من الفئة EF2 في أضرار كبيرة في الجانب الغربي من جاسبر، مما أدى إلى إصابة شخص واحد. كما تحرك إعصار قوي من الفئة "EF1" عبر مدينة تيمبسون، مما أدى إلى تعذر السير على الطرق وحُجز شخص واحد.  كما أكدت السلطات وجود إعصاران من الفئة "EF0" و11 إعصارًا آخر من الفئة "EF1" في الولاية؛  وصُنف الإعصار الذي انتقل إلى تكساس من لويزيانا أيضًا من الفئة "EF1" وتسبب في إصابة بالقرب من بيثاني، لويزيانا وتكساس. كما شوهد إعصاران أيضًا في بومونت، أحدهما تسبب في بعض أضرار الأسطح، على الرغم من عدم تأكيد ذلك بعد. 
لقي رجل يبلغ من العمر 53 عامًا مصرعه في هامبل بعد أن سقطت شجرة بلوط على المنزل الذي كان بداخله مع عائلته، وسقطت الأنقاض على الرجل. ولم يصب الآخرون في المنزل بأذى. كما قُتلت امرأة تبلغ من العمر 74 عامًا عندما سقطت شجرة على غرفتها في حي بونديروسا فورست شمال هيوستن. قُتلت امرأة في الخمسينيات من عمرها عندما اشتعل منزلها في جنوب شرق هيوستن.  فيما قُتل موظف مدني في شرطة هيوستن بعد أن غمرت المياه سيارته في شارع هيوستن بالقرب من الطريق السريع (بالإنجليزية: I-45)‏.  وغرق شخصان في مقاطعة فورت بند، وقتل رجل بسقوط شجرة على جراره الزراعي في نيوكاني. 

#### لويزيانا
في مقاطعة كاميرون، لويزيانا، شهدت أجزاء من الطريق السريع "إل أيه 27" والطريق السريع "إل أيه 82"، إلى جانب بعض الطرق في ليك تشارلز، وجود حطام وأمطار غزيرة بسبب إعصار بيريل. ومع تحرك العاصفة إلى الداخل، جلبت طقسًا شديدًا إلى الجانب الشمالي الغربي من الولاية، مع العديد من تحذيرات الأعاصير وانقطاع التيار الكهربائي؛ أكدت السلطات وجود 25 إعصارًا في الولاية، بما في ذلك العديد من الأعاصير الكبيرة والطويلة المسار. كما أكدت السلطات المُختصة ستة أعاصير من الفئة "EF2"، ضرب أحدها بلدة بليزانت هيل قبل أن يتسبب في أضرار إضافية شمال المدينة. وبصرف النظر عن الإعصار شرق المدينة، حدث تسرب للغاز الطبيعي على الطريق السريع "إل أيه 174". 
تسبب إعصار آخر من الفئة "EF2" في إصابة شخص غرب يونيون سبرينجز. كما تحرك إعصار كبير آخر منخفض المستوى من الفئة "EF2" لمسافة تزيد عن 50 ميل (80 كـم) مروراً بقاعدة باركسديل الجوية، مما أسفر عن مقتل امرأة وإصابة طفليها شرق بنتون عندما أسقط شجرة على منزلها المتنقل. كما أكدت السلطات المعنية وجود إعصار من الفئة "EFU" وثلاثة أعاصير من الفئة "EF0" و15 إعصارًا آخر من الفئة "EF1" في الولاية، بما في ذلك الإعصار المذكور من الفئة "EF1" الذي تسبب في إصابة وعبر خط الولاية إلى تكساس وإعصارين آخرين من الفئة "EF1" عبرا إلى أركنساس.  وفقد أكثر من 20 ألف عميل لشركة سويبكو الكهرباء في شمال غرب لويزيانا. 

#### وادي المسيسيبي
هطلت أمطار غزيرة في أركنساس مع تصنيف بيريل كمنخفض استوائي. وقد سجلت أعلى كمية للأمطار في الولاية في مدينة إيكو بمقاطعة جرانت، حيث بلغت 8 بوصة (200 مـم). كما تلقّت مناطق في ليتل روك ومقاطعة بولاسكي أكثر من 2 بوصة (51 مـم) من الأمطار، مع تسجيل ذروة بلغت 7.31 بوصة (186 مـم) في منطقة فرنديل.  وعلى الرغم من تراجع قوتها، سجلت رياح العاصفة سرعتها القصوى 47 ميل/س (76 كم/س) في مدينة دودريدج.  كما صدرت العديد من التحذيرات من الأعاصير في جميع أنحاء الولاية،  حيث أكدت السلطات ستة أعاصير من فئة "EF1" واثنين من فئة "EF0"، بالإضافة إلى اثنين آخرين من فئة "EF1" تحركا من لويزيانا إلى أركنساس.  وانقطع التيار الكهربائي عن حوالي 14 ألف شخص في الولاية.  كما أكدت السلطات أيضًل إعصار من فئة "EF1" في ولاية مسيسيبي. 
صدرت تحذيرات من الفيضانات في ولاية ميزوري، خاصة على طول نهري المسيسيبي وميزوري،  وأجزاء أخرى من الولاية، بما في ذلك المناطق القريبة من بحيرة أوزارك. وأُعيد جدولة مباراة البيسبول بين سانت لويس كاردينالات وكنساس سيتي رويالس بسبب الأمطار الغزيرة الناجمة عن العاصفة. وشهدت سانت لويس فيضانات وأمطار غزيرة. 

#### وادي أوهايو

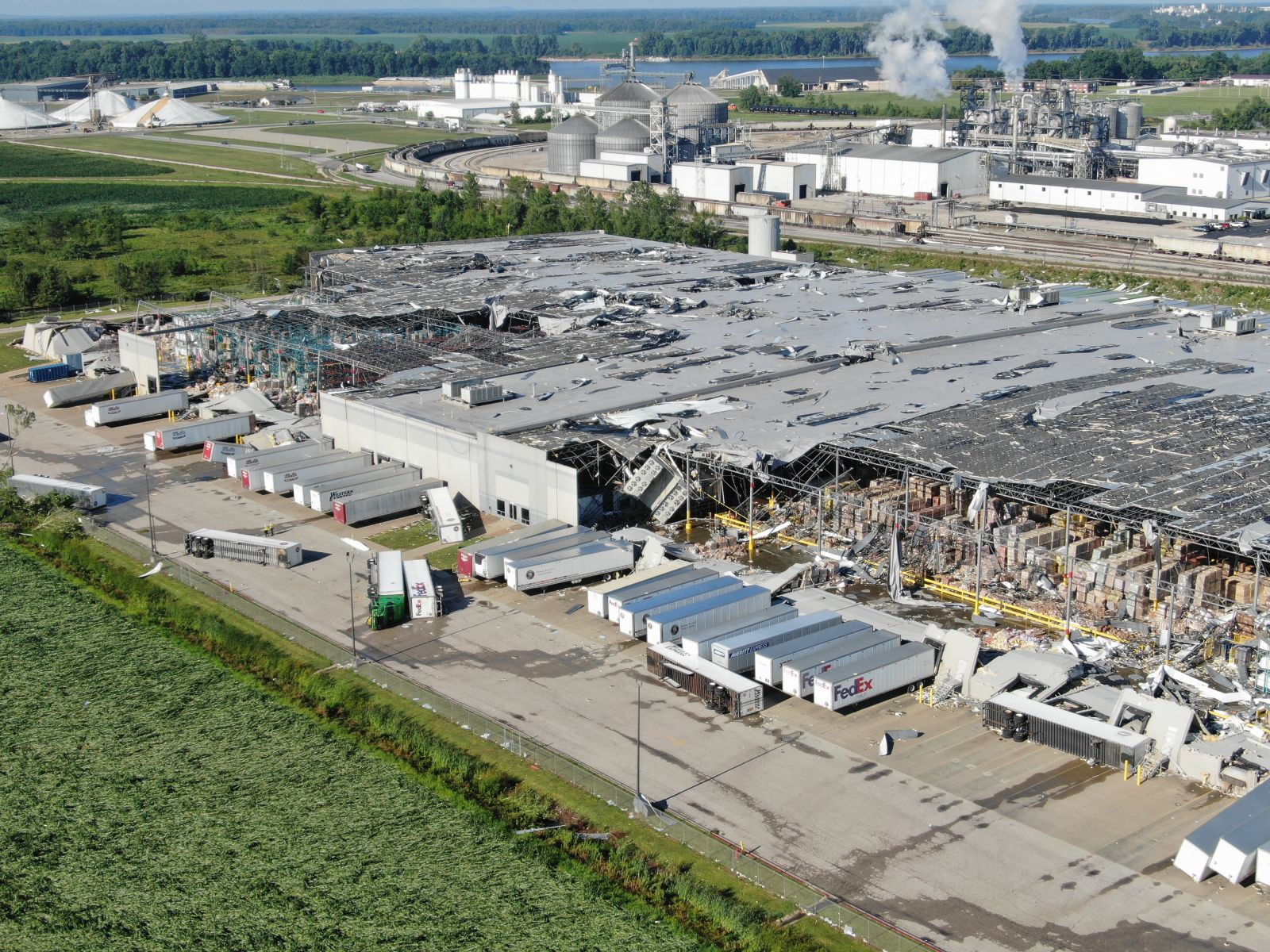
الأضرار التي لحقت بمنشأة كينكو في ماونت فيرنون بولاية إنديانا بسبب إعصار EF3 الناجم عن بقايا بيريل

تلقّت شمال إنديانا أكثر من 4 بوصة (100 مـم) من الأمطار جراء العاصفة بيريل. وفي التاسع من يوليو، أنتجت بقايا الإعصار بيريل عاصفة رعدية شديدة امتدت على مسافة طويلة، وتسببت في ستة أعاصير في غرب كنتاكي وجنوب غرب إنديانا. هبط أول إعصارين في كنتاكي، وكلاهما تسبب في أضرار من فئة "EF1" متوسطة القوة. وبعد عبور نهر أوهايو إلى إنديانا، أنتجت العاصفة إعصارًا منخفض القوة من فئة "EF3" تسبب في أضرار جسيمة لمنطقة صناعية وأسفر عن خروج قطار عن سكته على الجانب الشرقي من مدينة ماونت فيرنون بإنديانا. امتد هذا الإعصار شمالًا لمسافة تقارب 35 ميل (56 كـم) عبر مقاطعة بوسي إلى مقاطعة جيبسون، حيث توقف بالقرب من مدينة جونسون. 
كما أنتجت العاصفة لاحقًا إعصارين من فئة "EF1" وإعصارًا واحدًا من فئة "EF2". وأنتجت عواصف منفصلة أيضًا أعاصير من فئة "EF0" بالقرب من دوبري في كنتاكي وشولز في إنديانا،  وإعصارًا من فئة "EF1" بالقرب من سنيك ران. أنتجت بقايا بيريل أكثر من تسعة أعاصير في جنوب غرب إنديانا وشمال غرب كنتاكي. كما أصدرت السلطات المعنية العديد من تحذيرات الأعاصير بالإضافة إلى تحذيرات الفيضانات والتنبيهات بسبب الأمطار الغزيرة في جميع أنحاء وادي أوهايو. وفي إلينوي شعرت المنطقة الوسطى من الولاية برياح عاتية بلغت سرعتها القصوى 40 ميل/س (64 كم/س). وسجلت أعلى سرعة للرياح في مطار كولز كاونتي التذكاري، حيث بلغت 45 ميل/س (72 كم/س). وتم إصدار تحذيرات من الفيضانات في مقاطعة دوبيج. وغمرت الفيضانات العديد من الحقول، خاصة في الجزء الجنوبي من الولاية. وتراوحت كمية الأمطار بين 2–4 بوصة (51–102 مـم) في جميع أنحاء الولاية. 

#### البحيرات العظمى
تحركت بقايا العاصفة فوق شبه جزيرة ميشيغان الدنيا في وقت متأخر من ذلك اليوم وحتى اليوم التالي، أصدرت السلطات تحذيرات من الفيضانات في 34 مقاطعة وتحذيرات من الفيضانات في ثماني مقاطعات.  وتسببت الأمطار الغزيرة في جنوب غرب ووسط ميشيغان في حدوث فيضانات مفاجئة محلية وانقطاع التيار الكهربائي وأضرار طفيفة بسبب العاصفة.  وسُجلت أعلى كميات للأمطار في مقاطعة جينيسي: 7.06 بوصة (179 مـم) في ريتشفيلد سنتر، و6.79 بوصة (172 مـم) في بيرتون.  وفي أماكن أخرى بلغت أعلى كمية للأمطار 5.95 بوصة (151 مـم) في مارشال، في مقاطعة كالون. 
في غرب نيويورك انقطع التيار الكهربائي عن 25 ألف عميل؛  كما أكدت السلطات المُختصة سبعة أعاصير في الولاية، بما في ذلك إعصار منخفض القوة من فئة "EF2" دمر العديد من المباني الزراعية بالقرب من إيدن. وصُنف ثلاثة من الأعاصير الأخرى من فئة "EF1"، وصُنف اثنان من فئة "EF0"، وصُنف واحد من فئة "EFU" في الولاية. سجلت لوفيل نيويورك 6.02 بوصة (153 مـم) من الأمطار، مُحطمة الرقم القياسي لهطول الأمطار خلال يوم واحد.

#### نيو إنجلاند
تعرضت العديد من البلدات في شمال نيوهامبشير لأضرار جسيمة، بينما تضررت الطرق وبعض الجسور. وتقطعت السبل بحوالي 20 شخصًا في متجر وول مارت. وكانت مونروي ودالتون وليتلون من بين البلدات المتضررة. 
تعرضت ولاية فيرمونت لفيضانات شديدة ناجمة عن بقايا العاصفة بيريل، مما أدى إلى جرف الجسور وتدمير المنازل بشدة. واضطر أكثر من 100 شخص في الولاية إلى الفرار من العاصفة. وكانت مونبلييه المنطقة الأكثر تضرراً، حيث سقط أكثر من 6 بوصة (150 مـم) من الأمطار بالقرب من المدينة. وجرف تيار مائي رجلاً في مركبته الرياضية متعددة الاستخدامات ولقي حتفه في بلدة بيتشام.  وتوفي رجل آخر في ليندونفيل أثناء محاولته القيادة عبر مياه الفيضانات. وفي بلدة بلاينفيلد جرفت الفيضانات مبنى سكنيًا بالكامل، وجرفت سيارة وأغرقتها في المياه. 

### كندا
جلبت بقايا إعصار بيريل أمطارًا غزيرة إلى جنوب أونتاريو في العاشر من يوليو، واستمرت حتى صباح اليوم التالي، متسببة بفيضانات محلية، ووضع حدًا لموجة الحر المستمرة ولتحذير الحر في منطقة تورونتو الكبرى.  بالإضافة إلى ذلك، حدث إعصاران ضعيفا الفئة EF0 في منطقة لندن؛ وكانت الأضرار الناجمة عن الأعاصير محدودة بالمحاصيل والأشجار. 
في جنوب غرب كيبك، سُجلت أمطار غزيرة بلغت قرابة 3.9 بوصة (100 مـم) في أجزاء من مونتريال في العاشر من يوليو غمرت الشوارع المحلية والأقبية. أُغلقت على إثر ذلك العديد من الطرق السريعة، ومنها طريق ديكاري السريع بشكل مؤقت، علاوة على ذلك قُطعت الكهرباء عن أكثر من 9000 عميل لشركة هيدرو-كيبيك في منطقتي مونتريال ومونتيريجي. 
دفعت بقايا رطوبة الإعصار عبر نوفا سكوشا في الحادي عشر من يوليو، مما تسبب في بعض الفيضانات المفاجئة المحلية، وفي وادي أنابوليس هطلت أكثر من 3.9 بوصة (100 مـم) من الأمطار في غضون ساعات قليلة. وتم وضع أربع مقاطعات في غرب نوفا سكوشا تحت تنبيه الفيضانات المفاجئة في وقت متأخر من ذلك اليوم. كما جرف تيار مائي شابًا في ولففيل مؤديًا لغرقه. 

## ما بعد الإعصار
بعد مرور الإعصار على منطقة البحر الكاريبي، أذنت الأمم المتحدة بتقديم مساعدات بقيمة 4 مليون دولار،  حيث حصلت غرينادا وسانت فنسنت وجرينادين على 1.5 مليون دولار، وحصلت جامايكا على 2.5 مليون دولار. أعلنت حكومة كندا أنها ستقدم 1.2 مليون دولار كمساعدات إنسانية.  فيما أعلنت الوكالة الأمريكية للتنمية الدولية عن تقديم 4.5 مليون دولار كمساعدات إنسانية للدول المتضررة من إعصار بيريل، بما في ذلك 2.5 مليون دولار لجامايكا. أما الاتحاد الأوروبي فقد أعلن تقديم 450 ألف دولار كمساعدات إنسانية للدول في جزر الأنتيل الصغرى. حشد برنامج الأغذية العالمي 5000 مجموعة غذائية للدول المتضررة في منطقة البحر الكاريبي. أرسلت البحرية الملكية البريطانية سفينة حربية محملة بالإمدادات إلى جزر كايمان. 
وقّع قادة من أنتيغوا وباربودا وسانت فينسنت وجرينادين وغرينادا رسالة يطلبون فيها إلغاء الديون وتشكيل برنامج لزيادة التمويل بعد الكوارث الطبيعية.  كافحت سانت فنسنت لاستضافة الأشخاص من جزرها الخارجية الذين تم إجلاؤهم بسبب الإعصار. 
في بربادوس، تبرعت شركة تصنيع الألياف الزجاجية "فايبربول" والروتاري الدولي في بربادوس بمبلغ إجمالي قدره 40 ألف دولار للمساعدة في إصلاح أسطول الصيد وتأمين القوارب.  في أعقاب إعصار بيريل، رفعت العديد من المطاعم في منطقة هيوستن دعوى قضائية ضد شركة "سنتربوينت إينرجي" تصل قيمتها إلى أكثر من 100 مليون دولار، زاعمين أن "الإخفاق الكبير في التواصل والإدارة" من جانب الشركة تسبب في خسارتهم للعملاء بسبب انقطاع التيار الكهربائي. 

## السجلات

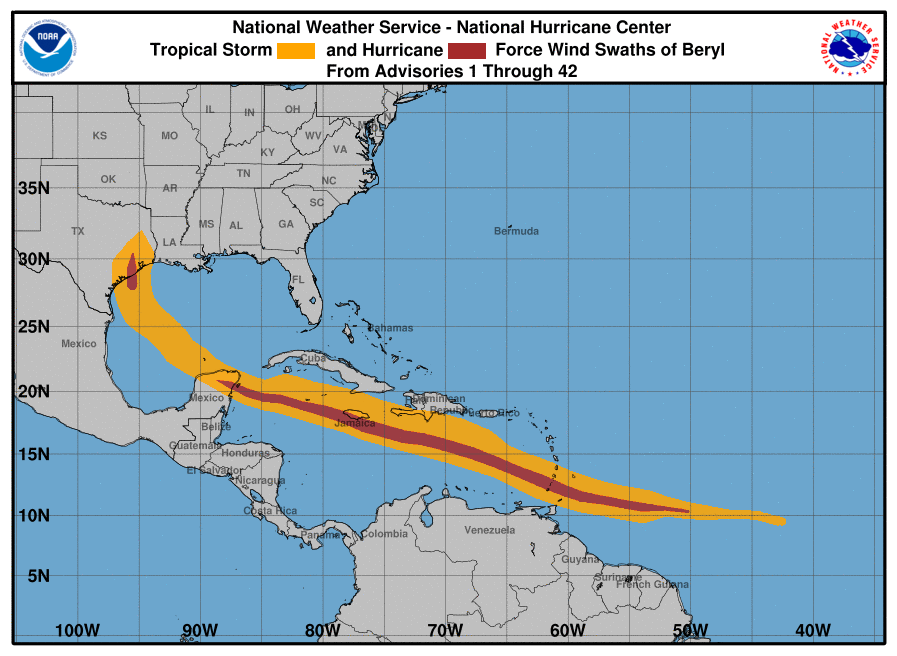
تاريخ حقل الرياح لإعصار بيريل على طول مساره بالكامل

إعصار بيريل هو أول إعصار استوائي يُسجل في المحيط الأطلسي المداري خلال شهر يونيو، حيث وصل إلى خط طول 41.9 درجة غربًا، متجاوزًا بذلك إعصار ترينيداد عام 1933 الذي سجل خط طول 58.9 درجة غربًا.  كما أصبح أسرع إعصار من الفئة الرابعة يتشكل على الإطلاق في الحوض المذكور، متخطياً الرقم القياسي السابق الذي سجله إعصار دينس في 8 يوليو 2005،  وأقوى إعصار يونيو من حيث سرعة الرياح، متجاوزاً إعصار أودري عام 1957.  ولم يتوقف الأمر عند ذلك، فقد أصبح أيضاً أسرع إعصار من الفئة الخامسة يتشكل على الإطلاق، متخطياً الرقم القياسي الذي سجله إعصار إميلي في السادس عشر من يوليو عام 2005، وأقوى إعصار يوليو من حيث سرعة الرياح،  وأكثر العواصف التي تولد طاقة تراكمية للأعاصير قبل شهر أغسطس.
علاوةً على ذلك، كان إعصار بيريل أول نظام استوائي مسجل يخضع لتكثيف سريع في منطقة التطور الرئيسية بالمحيط الأطلسي خلال شهر يونيو.  وتكثف من عاصفة استوائية إلى إعصار من الفئة الخامسة في غضون 42 ساعة فقط. يُعرف أن ستة أعاصير أطلسية أخرى فقط حققت هذا المعدل من التكثيف، وكان بيريل الوحيد الذي فعل ذلك قبل شهر سبتمبر.  وفقًا لتحليل أجرته "كلايماميتر"، وهو مشروع تابع لمختبر علوم المناخ والبيئة، فإن الرياح القوية والأمطار الغزيرة لإعصار بيريل تعززت بسبب الاحتباس الحراري وتغير المناخ. كما لعبت التقلبات المناخية الطبيعية، ولا سيما التذبذب العقدي للمحيط الهادئ والتذبذب العقدي المتعدد للمحيط الأطلسي، دورًا محتملًا أيضًا. 